# Агуаскалиентес
Вижте пояснителната страница за други значения на Агуаскалиентес.
Агуаскалиентес (на испански: Aguascalientes) е един от 31-те щата в Мексико, разположен е в централната част на страната. Агуаскалиентес е с население от 1 065 416 души (2005 г., 27-и по население), а общата площ на щата е 5471 км², нареждайки го на 28-о място по площ в Мексико. Столицата на щата също се казва Агуаскалиентес.

## Административно деление
Щата се поделя на 11 общини:
1. Агуаскалиентес
2. Асиентос
3. Калвильо
4. Косио
5. Жесус Мария
6. Пабельон де Артеага
7. Ринкон де Ромос
8. Сан Хосе де Грасия
9. Тепесала
10. Ел Ляно
11. Сан Франсиско де лос Ромо

## Население
1 065 416 (2005)
Расов състав:
- 70 % – бели
- 23 % – метиси
- 5 % – жълти
- 1 % – индианци
- 1 % – чернокожи